# Benthophiloides brauneri
Benthophiloides brauneri is een  straalvinnige vissensoort uit de familie van grondels (Gobiidae). De wetenschappelijke naam van de soort is voor het eerst geldig gepubliceerd in 1927 door Beling & Iljin.
De soort staat op de Rode Lijst van de IUCN als Onzeker, beoordelingsjaar 2008.